# Макамик (Квебек)
Макамик (фр. Macamic) је град у Канади у покрајини Квебек. Према резултатима пописа 2011. у граду је живело 2.734 становника.

## Становништво
Према резултатима пописа становништва из 2011. у граду је живело 2.734 становника, што је за 0,3% више у односу на попис из 2006. када је регистровано 2.726 житеља.
| 2006. | 2011. |
| ----- | ----- |
| 2.726 | 2.734 |